# Kancabal
Kancabal är en ort i Mexiko.   Den ligger i kommunen Motul och delstaten Yucatán, i den östra delen av landet, 1 000 km öster om huvudstaden Mexico City. Kancabal ligger 12 meter över havet och antalet invånare är 552.
Terrängen runt Kancabal är mycket platt. Runt Kancabal är det ganska tätbefolkat, med 111 invånare per kvadratkilometer. Närmaste större samhälle är Motul, 2,9 km sydväst om Kancabal. Trakten runt Kancabal består till största delen av jordbruksmark.